# Christa Susanne Dorothea Kleinert

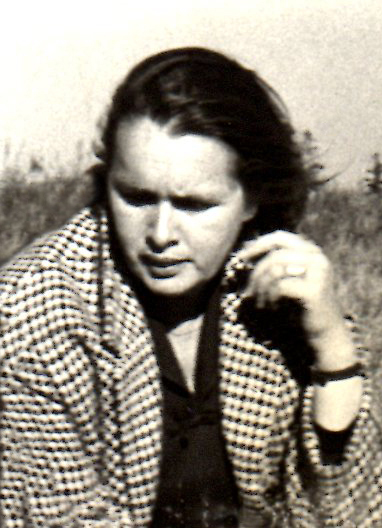
C.S.D.Kleinert (Riesengebirge 1971)

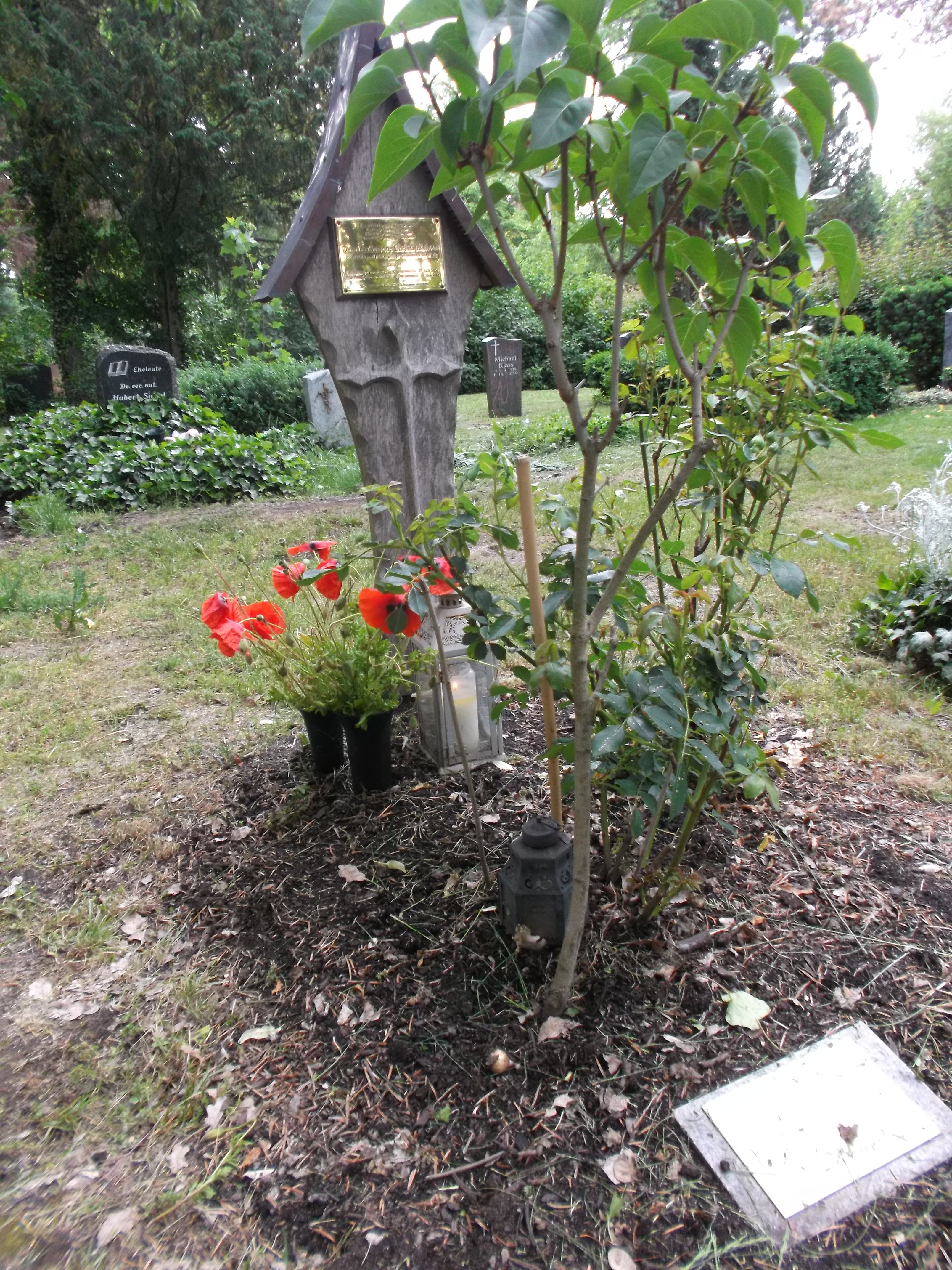
ehemalige Grabstätte von Ch.S. Dorothea Kleinert

Christa Susanne Dorothea Kleinert (* 21. September 1925 in Neurode, Provinz Niederschlesien; † 14. Februar 2004 in Halle (Saale)) war eine deutsche Ökonomin.

## Leben
Kleinert wuchs in Neurode, Saarau und Liegnitz auf. Sie entstammte einer im 15. Jahrhundert aus dem Mansfelder Land kommenden Familie, die einer Werbung der Schlesischen Piasten gefolgt und nach Schlesien eingewandert war.
In Saarau und Liegnitz erhielt sie eine fundierte Ausbildung im Klavierspiel, absolvierte in Liegnitz das dortige Auguste Victoria Lyceum und wurde, um einem Kriegseinsatz in Breslau entzogen zu werden, von Seiten der Eltern in eine Banklehre bei der Deutschen Bank in Liegnitz gegeben. Diese brachte sie zum Abschluss.
Nach Heimatverlust und Vertreibung trat Kleinert in einem Typhuslager in Teutschenthal der KPD unter Wilhelm Pieck bei und begann wieder bei der Deutschen Bank zu arbeiten.
In den 1950er Jahren war Kleinert unter Greta Kuckhoff bei der Regierung der Deutschen Demokratischen Republik am Ministerium für Handel und Versorgung (WTB) angestellt und besuchte die Hochschule für Ökonomie Berlin, von der sie 1956 wegen „revisionistischer Haltung“ relegiert wurde. Die Relegation erfolgte auf Grund einer schriftlich dargelegten ökonomisch-politischen Kritik Kleinerts an der DDR-Ökonomie der Zeit, die auf der Grundlage der Arbeiten von Rudolf Hilferding und Max Adler vorgetragen worden war.
Fortan war sie in Leipzig, Halle (Saale), Ost-Berlin sowie an verschiedenen Orten der ČSSR für die Deutsche Notenbank, Industrie- und Handelsbank sowie Staatsbank der DDR tätig und bei der Überführung von Privat- in Volkseigentum in verschiedenen Bezirken der DDR als Finanzrevisorin beteiligt.
Kleinert und der Germanist Heinz Günther Edgar Albert Glaeser-Wilken, Sohn der Schauspielerin Lisbeth Wirtson und des Schauspielers Paul Albert Glaeser-Wilken, sind die Eltern des Schriftstellers Paul Alfred Kleinert.
Kleinert wurde auf dem Gertraudenfriedhof in Halle/Saale beigesetzt, in der Stadt, in die ihre Eltern nach der Vertreibung eingewiesen worden waren. 2024 wurde das Grabmal im Zuge der Auflassung des Grabes nach Żarów (Saarau) überführt und auf dem dortigen städtischen Friedhof wiedererrichtet.
Dokumente aus dem Nachlass befinden sich im Archiv des DDR-Museums Berlin, im Archiv der Hochschule für Musik und Theater „Felix Mendelssohn Bartholdy“ Leipzig, im Archiv des Stadtmuseums zu Zeitz, im Museo storico del Trentino (Trient) und in Familienbesitz.

## Dokumente
Arbeitsbuch der Kleinert und weitere Dokumente aus dem Nachlass im DDR-Museum Berlin, Dok.No.0382/116 449;
Briefe von Hans Grisch an Kleinert (1956–1965) im Archiv der HfM „Felix Mendelssohn Bartholdy“ zu Leipzig, Bibl. A.IV 5/10;
Briefe von Filippi Giulio an Kleinert, Trento, Fondazione Museo storico del Trentino, ASP, Fasz. „Filippi Giulio“. Inv.No. 631/2022;
Briefe von Heinz K. Urban an Kleinert (1974–1980) im Stadtarchiv Zeitz;